# 吉田国光
吉田 国光（よしだ くにみつ、1982年7月8日 - ）は、日本の地理学者、立正大学地球環境科学部地理学科准教授。
専門分野は、人文地理学、とくに村落社会における生業活動、資源利用などを研究している。

## 経歴
大阪府吹田市生まれ。
2001年3月、大阪府立千里高等学校を卒業し、2002年に関西学院大学文学部史学科地理学専修に入学した。2006年3月に卒業し、筑波大学大学院生命環境科学研究科地球環境科学専攻へ進み、2011年に博士（理学）を取得して修了した。博士論文は「A geographical study of the transfer of farmland rights in terms of social relationships（社会関係からみた農地移動に関する地理学的研究）」であった。
この間、2010年に熊本大学政策創造研究教育センター特任助教となり、さらに2012年1月に金沢大学人間社会研究域人間科学系准教授となった。2022年3月からは立正大学地球環境科学部地理学科准教授となった。

## おもな業績

### 単著
- 農地管理と村落社会―社会ネットワーク分析からのアプローチ、世界思想社（金沢大学人間社会研究叢書）、2015年